# 볼가 수력 발전소

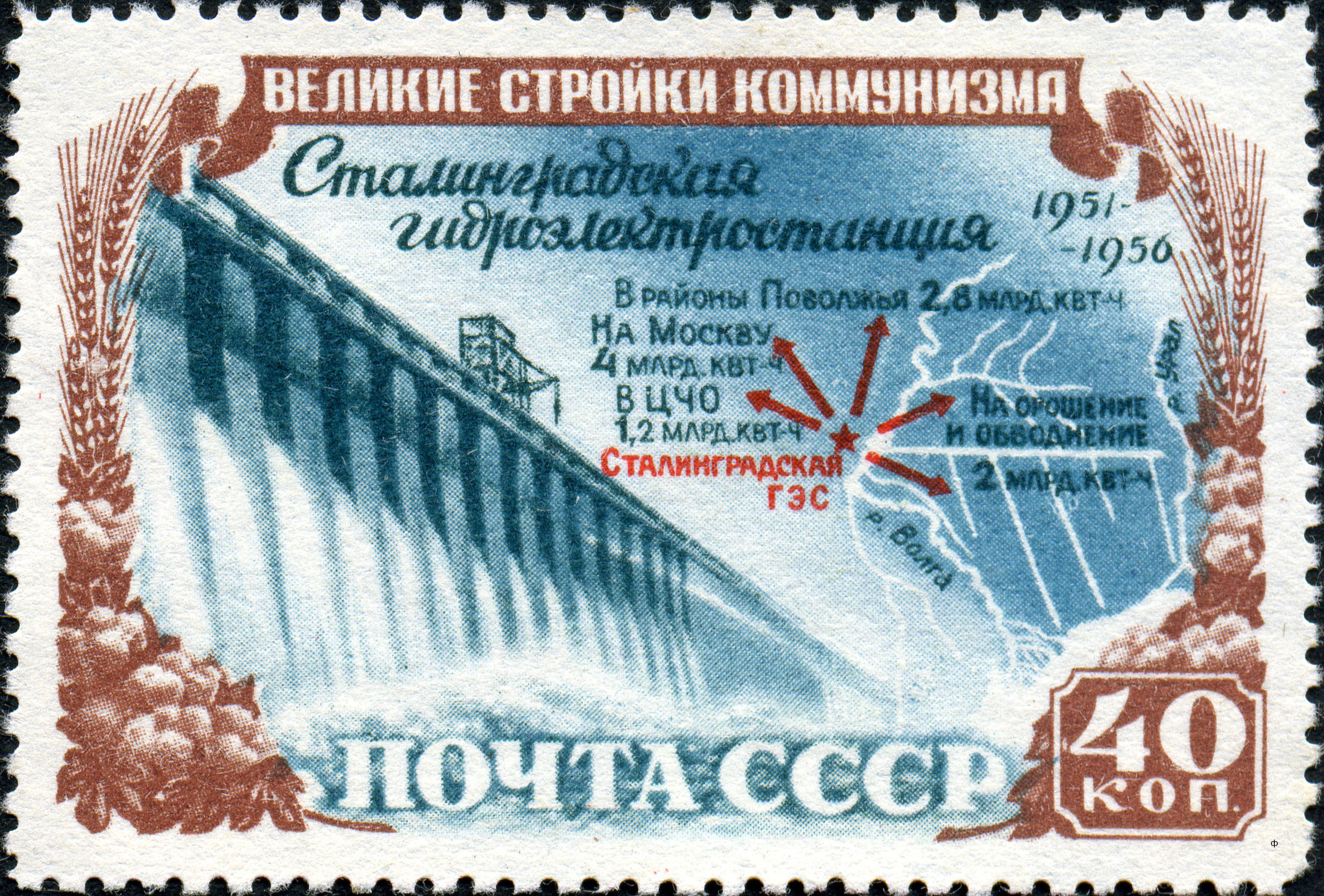
소련에서 대규모 수력 발전소는 공산주의의 위대한 건설 프로젝트 중 하나였다. 스탈린그라드/볼고그라드 수력 발전소도 그 중 하나였다.

볼가 수력 발전소 또는 볼가 GES(러시아어: Волжская ГЭС)는 소련 공산당 제22차 대회 스탈린그라드/볼고그라드 수력 발전소(러시아어: Сталинградская/Волгоградская ГЭС имени XXII съезда КПСС)로도 알려져 있으며, 유럽에서 가장 큰 수력 발전소이자 볼가강이 카스피해로 흘러들기 직전의 볼가-카마 폭포 댐들 중 마지막이다. 1960년에서 1963년 사이에 세계에서 가장 큰 발전소였다. 현재 이 발전소는 부분적으로 정부 소유의 전력 회사인 루스기드로가 운영하고 있다.

## 역사
공산주의의 위대한 건설 프로젝트로 알려진 대규모 전후 노력의 일환으로 건설되었으며, 1950년 8월 6일 이오시프 스탈린이 소련 각료회의 명령 #3555에 서명하여 승인되었다. 이 계획은 스탈린그라드 (현 볼고그라드) 시 북쪽에 최소 170만 kWh의 저장 용량을 가진 발전소를 건설하는 것을 요구했다.
콤소몰 연맹의 만 명의 청년들이 건설에 참여했으며, 주거를 제공하기 위해 강 왼쪽 강둑에 볼시스키 시가 형성되었다. 기계는 나라의 모든 구석에서 보내졌다. 모스크바, 타슈켄트, 첼랴빈스크, 하르키우에서, 그리고 카렐리야에서 임업 자재가 왔다. 새로운 전기 장비는 자포리자와 도우잔스크에서 왔다. 터빈과 발전기는 레닌그라드에서 건설되었다. 총 1,500개 이상의 개별 공장과 수십 개의 연구 기관이 장비와 전문가를 보냈다.
첫 발전소는 1958년 12월 22일에 가동되었고, 발전소는 1961년 9월 10일에 완공되었다고 선언되었다. 기술적으로 이 발전소는 많은 새로운 지평을 열었다. 1959년에는 새로운 모스크바-스탈린그라드 500 kV 고전압선이 가동되었다. 몇 년 후, 세계 최초로 실험용 800 kV DC 선인 돈바스-볼고그라드 선이 성공적으로 시험되었고 나중에 가동되었다. 1960년대와 1970년대에는 미래의 시베리아 및 해외 발전소를 위한 몇 가지 새로운 유형의 전기 기술 및 수력 기계가 시험되었다.

## 기술적 세부 사항
오늘날 이 발전소는 유럽에서 가장 크다. 볼가강을 가로지르는 길이 725미터, 높이 44미터의 콘크리트 댐으로 구성되어 있다. 이를 지지하는 것은 최대 높이 47미터의 3250미터 길이의 매립된 댐이다. 이 발전소는 또한 볼가강을 가로지르는 철도 및 도로를 제공한다.
이 발전소의 현재 정격 출력은 2,734 MW이며 연간 에너지 생산량은 약 120억 킬로와트시이다. 총 22개의 발전기가 있다. 한 개의 발전기는 115 MW를 생산하고, 16개는 각각 125.5 MW를 생산하며, 5개는 각각 120 MW를 생산한다. 추가로 11 MW 유닛이 있다.
4.9킬로미터의 댐은 볼고그라드 저수지를 형성한다. 현재 이 발전소는 국영 기관 RAO AES Rossii의 자회사인 OAO GidroOGK가 소유한 OAO Volzhskaya GES가 관리하고 있다.
발전소의 발전기는 다소 특이한 방식으로 전력망에 연결되는데, 발전기의 기계 변압기가 댐에 있는 HVDC 볼고그라드-돈바스의 정지형 변환장치의 인버터 변압기 역할도 하기 때문이다. 다른 정지형 변환장치와는 달리 고조파 필터가 없다.

## 경제적 가치
새로운 발전소는 중앙, 볼가, 남부 경제 지역의 거대한 에너지 시스템을 통합하는 것뿐만 아니라 하부 볼가 지역과 돈바스 지역의 발전에 결정적인 역할을 했다. 새로운 댐은 또한 볼가강을 항해 가능하게 하여 사라토프에서 아스트라한과 카스피해로 가는 길을 열었다. 또한, 그 남쪽의 좌안 볼가강의 과도한 건조 지역, 특히 서카자흐스탄주를 관개하기 위한 프로젝트가 있었다.
이 발전소에서 생산된 전력은 주로 볼고그라드 시, 모스크바, 그리고 러시아에서 유일한 장거리 HVDC 선인 HVDC 볼고그라드-돈바스를 통해 돈바스에서 사용된다.

## 생태
댐으로 인한 가장 부정적인 결과 중 하나는 카스피해 어류가 번식지로 이동하는 전통적인 경로를 파괴했다는 것이다. 가장 큰 영향을 받은 것은 벨루가 철갑상어로, 흑 캐비아 산업에 매우 중요했다. 어업 수로는 비효율적인 것으로 판명되었으며, 1962년부터 1967년까지의 연간 생산량은 댐 건설 이전의 15%에 불과했다.
댐의 또 다른 주요 영향은 거대한 양의 물 31.5세제곱킬로미터, 길이 540km, 폭 최대 17km, 면적 3,117제곱킬로미터에 달하는 거대한 저수지를 형성했다는 것이다. 그 결과, 수많은 정착촌과 비옥한 토지가 유실되었다.

## 같이 보기
- 수력 발전소 목록
- 러시아의 발전소 목록
- HVDC 볼고그라드-돈바스